# Gare de Naucelle
Gare de Naucelle vasútállomás Franciaországban, Naucelle településen.

## Vasútvonalak
Az állomást az alábbi vasútvonalak érintik:
- Castelnaudary–Rodez-vasútvonal

## Kapcsolódó állomások
A vasútállomáshoz az alábbi állomások vannak a legközelebb:
- Gare de Tanus (Gare de Castelnaudary)
- Gare de Baraqueville - Carcenac-Peyralès (Gare de Rodez)